# Stanisław Krassowski (zm. przed 10 sierpnia 1688)
Stanisław Krassowski herbu Ślepowron (zm. przed 10 sierpnia 1688) – cześnik drohicki w 1676 roku.
Poseł na sejm koronacyjny 1676 roku z ziemi drohickiej.